# Dècada del 1620

## Esdeveniments
- Tractat de Madrid (1621)
- Colònies holandeses i angleses als futurs Estats Units
- Continua la Guerra dels Trenta Anys
- El regne de Dinamarca i Noruega assoleix el milió d'habitants

## Personatges destacats
- Pierre de Fermat
- Cardenal Richelieu
- Urbà VIII